# Robin of the Wood
Robin of the Wood – komputerowa gra labiryntowa w realiach średniowiecznej Anglii stworzona i wydana przez Odin Computer Graphics w 1985 roku na komputery Commodore 64 i ZX Spectrum.

## Rozgrywka
Akcja gry komputerowej toczy się w średniowiecznej Anglii w czasie konfliktu pomiędzy Anglosasami a Normanami. W Robin of the Wood gracz steruje tytułowym Robinem Hoodem, synem Alerica, którego zadaniem jest odzyskanie utraconej srebrnej strzały. Aby osiągnąć ten cel, musi on stanąć do turnieju łuczniczego zorganizowanego przez szeryfa z Nottingham, w którym to strzała ta jest główną nagrodą. Przedtem musi jednak skompletować niezbędne wyposażenie: miecz, łuk i magiczne strzały. Poszukiwanie tych przedmiotów jest głównym celem rozgrywki.
Gracz steruje postacią poruszającą się w labiryncie leśnych ścieżek i korytarzy zamku oraz jego lochów. W celu uzyskania niezbędnego wyposażenia gracz musi zbierać sakiewki ze złotem i wymieniać je u enta na kolejno: miecz, łuk i trzy magiczne strzały. Na swojej drodze może także znajdować dodatkowe życia, a także kwiaty, które pozwalają na teleportację w przypadku spotkania wiedźmy. W wersji na ZX Spectrum występują także klucze. Początkowo gracz posiada jedynie drewnianą laskę służącą do walki z przeciwnikami. Głównymi oponentami są normańscy żołnierze dysponujący kuszami, a także zwierzęta (według różnych źródeł: jeże lub dziki), które w przypadku kontaktu z graczem zabierają mu zdrowie reprezentowane przez serca (wersja na C64) lub rogi jeleni zmieniające kolor (wersja na ZX Spectrum), co może ostatecznie prowadzić do utraty życia. Robin Hood na swojej drodze może spotkać także biskupa z Peterborough, który dysponuje dużą liczbą sakiewek ze złotem, samego szeryfa z Nottingham, który przenosi gracza do lochów, leśnego eremitę, który przywraca utracone zdrowie lub wiedźmę. Po zebraniu wszystkich przedmiotów, gracz musi udać się do wyjścia, co kończy grę.
W wersji na ZX Spectrum gra posiada łącznie 330 ekranów.

## Odbiór gry
Gra została bardzo dobrze przyjęta przez ówczesnych recenzentów gier komputerowych. Czasopismo „Zzap!64” przyznało grze w wersji na Commodore 64 ocenę 92%, a także wyróżnienie „Sizzler”. W uzasadnieniu Gary Liddon stwierdził, iż w grę można grać bardzo długo bez doświadczenia nudy, wysoko ocenił też jakość grafiki i animacji. Z kolei Julian Rignall zwrócił uwagę na oszałamiające tła, zwłaszcza w sceneriach leśnych i na muzykę stylizowaną na średniowieczną, która dodaje grze specyficznej atmosfery. Grę nazwał „prawdziwym klasykiem na C64”.
Z kolei w wersji na ZX Spectrum recenzent czasopisma „Crash” przyznał grze ocenę 94%, a także wyróżnienie „A Crash Smash”. Stwierdzono, iż gra ma doskonałą grafikę, a jej programiści są prawdopodobnie perfekcjonistami. Według recenzentów, wszystkie postacie są fantastycznie animowane, w grze można poczuć leśną atmosferę, a gra powinna się spodobać każdemu.
Większość recenzentów zwracała także uwagę na duże podobieństwo gry do Sabre Wulf, a także na fakt, iż Robin of the Wood jako druga gra Odin Computer Graphics po Nodes of Yesod utrwaliła wizerunek firmy jako obiecującego brytyjskiego producenta gier na komputery ośmiobitowe.
Gra otrzymała Newsfield Award za najlepszą kampanię reklamową 1985 roku.